# Rebro
Rebra (latinsko costae) so skupina dvanajstih parov kosti, ki imajo obliko sponke in so zadaj s sklepi pripeta na prsna vretenca, spredaj pa na prsnico. 
Sprednji del rebra je iz hrustanca, zadnji del pa iz kostnine. Kostni del rebra ima telo (corpus), ki je najdaljši del rebra. Zadnji del ima glavico (caput),  vrat (collum) ter grčico (tuberculum costae). Glavica ima sklepno ploskev (facies articuaris capitis costae) za sklep s telesom vretenca. Grčica ima zadaj sklepno ploskev, ki se stika s stranskim odrastkom vretenca. Med glavico in grčico je rebro zoženo v vrat. Telo je ploščato, ima zunanjo in notranjo površino, zgornji rob, ki je zaobljen in spodnji, ki je oster. Na notranji površini, razen pri prvem, enajstem in dvanajstem rebru, je ob sprednjem robu rebrni žleb (sulcus costae), v katerem potekajo medrebrne žile in živci. Rebra so ukrivljena po ploskvi, po ravnini in po osi. Zadnji del rebra je ukrivljen močneje in oblikuje kot (angulus costae). Spredaj so rebra z rebrnimi hrustanci pritrjena na prsnico. Rebrni hrustanec je iz hialinega hrustanca in vezivne ovojnice (perihondrija). Od dvanajstih parov reber je prvih sedem neposredno spojenih s prsnico, to so prava rebra. Osmo, deveto in deseto rebro pa spadajo med neprava rebra in so s svojimi rebrnimi hrustanci posredno prek rebrnega hrustanca sedmega rebra pripeta na prsnico. Tako sestavljajo reberni lok (arcus costalis). Enajsto in dvanajsto rebro se prosto končujeta v mišični steni trebuha. Prvo rebro ima na zgornji površini grčico (tuberculum m. scaleni), na katero se pripne mišica scalenus anterior. Pred to grčico je žleb za podključnično veno, za njim je žleb za podključnično arterijo in za nadlaktni pletež.